# Takeshi Terada
Takeshi Terada (født 21. marts 1980) er en tidligere japansk fodboldspiller.
Han har spillet for flere forskellige klubber i sin karriere, herunder Thespa Kusatsu.